# Hòa Bình Thạnh
Hòa Bình Thạnh is een xã, in het district Châu Thành, een van de Vietnamese provincie An Giang in de Mekong-delta.